# Улусчерга
Улусчерга, Улус-Черга (алт. Улус Чаргы, алт. Улус-Чаргы) — село в Шебалинском муниципальном районе Республики Алтай России, административный центр Улусчергинского сельского поселения.

## История
Основано в 1886 году.

## География
Расположен в горно-степной зоне северо-западной части Республики Алтай и находится по берегам рек Улусчерга (Улус-Черга) и Чандыр.
Уличная сеть состоит из 6 географических объектов: ул. Молодежная, ул. Октябрьская, ул. Советская, ул. Центральная, ул. Чангыр, ул. Школьная
Абсолютная высота 625 метров выше уровня моря
.

## Население
| 2010 | 2011 | 2012 | 2013 | 2014 | 2015 |
| ---- | ---- | ---- | ---- | ---- | ---- |
| 293  | →293 | ↘291 | ↗298 | ↘297 | ↘295 |
| 2016 |      |      |      |      |      |
| ↗301 |      |      |      |      |      |

## Инфраструктура
Администрация Улусчергинского сельского поселения.
Дом культуры, Улус-Чергинская школа, детская организация «Жар птица».
экономика
Животноводство, сельское хозяйство.

## Транспорт
Проходят автодороги регионального значения «Черга — Ильинка — Турота» (идентификационный номер 84К-121) и «Улусчерга — Могута» (идентификационный номер 84К-107)